# Jaume Arbós
Jaume Arbós, född den 29 februari 1952 i Terrassa, Spanien, är en spansk landhockeyspelare.
Han tog OS-silver i herrarnas landhockeyturnering i samband med de olympiska landhockeytävlingarna 1980 i Moskva.